# Arrondissement d'Hamelin
L'arrondissement d'Hamelin est un arrondissement de la province prussienne de Hanovre de 1885 à 1922. Le siège de l'arrondissement est à Hamelin.

## Histoire
L'arrondissement d'Hamelin est fondé le 1er avril 1885 formé à partir de la ville et du bureau d'Hamelin, du bureau de Polle (de) et de parties du bureau de Lauenstein (de). En 1922, l'arrondissement d'Hamelin est fusionné avec l'arrondissement voisin de Pyrmont (de) pour former l'arrondissement de Hamelin-Pyrmont.

## Administrateurs de l'arrondissement
- 1885–1888: Karl von Delius (de)
- 1888–1899: Rudolf von Valentini
- 1899–1910: Karl Oskar Pilati von Tassul zu Daxberg
- 1910–1919: Konrad Wilhelm Schäfer
- 1919–1922: Ernst Theodor Loeb (de)

## Évolution de la démographie
| Année     | 1890   | 1900   | 1910   |
| --------- | ------ | ------ | ------ |
| Habitants | 52 031 | 58 927 | 62 659 |

## Communes et districts de domaine
Communes et districts de domaine de l'arrondissement d'Hamelin (au 1er décembre 1910): 
| Commune                                              | Hab.  | Commune                                               | Hab. | Commune                                    | Hab.  | Commune                                      | Hab.  | Commune                        | Hab    |
| ---------------------------------------------------- | ----- | ----------------------------------------------------- | ---- | ------------------------------------------ | ----- | -------------------------------------------- | ----- | ------------------------------ | ------ |
| Afferde                                              | 1.129 | Ahrenfeld                                             | 174  | Amelgatzen                                 | 397   | Aerzen                                       | 1.715 | Bäntorf                        | 140    |
| Behrensen                                            | 281   | Benstorf                                              | 642  | Bessinghausen                              | 101   | Bodenwerder                                  | 1.728 | Börry                          | 646    |
| Brevörde                                             | 466   | Brockensen                                            | 195  | Brünnighausen                              | 548   | Dehmke                                       | 258   | Dehmkerbrock                   | 383    |
| Dehrenberg                                           | 110   | Deitlevsen                                            | 34   | Diedersen                                  | 321   | Dörpe                                        | 446   | Egge                           | 349    |
| Eggersen, district de domaine                        | 84    | Eichberg, district de domaine                         | 0    | Emmern                                     | 696   | Esperde                                      | 441   | Frenke                         | 142    |
| Gellersen                                            | 267   | Grießem                                               | 337  | Grohnde                                    | 792   | Groß Berkel                                  | 1.479 | Groß Hilligsfeld               | 446    |
| Grupenhagen                                          | 452   | Hagenohsen                                            | 447  | Hajen                                      | 565   | Halvestorf                                   | 441   | Hamelin                        | 22.061 |
| Hämelschenburg (de)                                  | 233   | Hämelschenburg, district de domaine                   | 48   | Hastenbeck                                 | 420   | Haverbeck                                    | 350   | Heinsen                        | 983    |
| Helpensen, district de domaine                       | 45    | Hemeringen                                            | 833  | Hemmendorf                                 | 789   | Herkendorf                                   | 241   | Herkensen                      | 281    |
| Hohnsen                                              | 256   | Holtensen                                             | 376  | Ith (de), district de domaine              | 0     | Kirchohsen                                   | 1.145 | Klein Berkel                   | 874    |
| Klein Hilligsfeld                                    | 180   | Königsförde                                           | 127  | Koppenbrügge                               | 1.281 | Laatzen                                      | 104   | Lachem                         | 340    |
| Lachemer Genossenschaftsforst I, district de domaine | 0     | Lachemer Genossenschaftsforst II, district de domaine | 0    | Latferde                                   | 247   | Lauenstein                                   | 1.036 | Levedagsen                     | 180    |
| Lüntorf                                              | 460   | Marienau                                              | 534  | Meiborssen                                 | 284   | Multhöpen                                    | 165   | Ockensen                       | 270    |
| Ohr                                                  | 327   | Öhrsen, district de domaine                           | 21   | Oldendorf                                  | 998   | Osterwald                                    | 946   | Osterwald, district de domaine | 14     |
| Pegestorf                                            | 609   | Polle                                                 | 967  | Posteholz, district de domaine             | 10    | Quanthof                                     | 72    | Reher                          | 677    |
| Reinerbeckerhorst                                    | 490   | Rohrsen                                               | 649  | Salzhemmendorf                             | 1.326 | Schwarzebruch, district de domaine forestier | 0     | Schwöbber, district de domaine | 109    |
| Selxen                                               | 208   | Thüste                                                | 459  | Thüsterberg, district de domaine forestier | 0     | Tündern                                      | 938   | Unsen                          | 271    |
| Vahlbruch                                            | 494   | Voldagsen, district de domaine                        | 83   | Völkerhausen                               | 61    | Voremberg                                    | 178   | Wallensen                      | 925    |
| Weenzen                                              | 420   | Wehrbergen                                            | 260  | Welliehausen                               | 201   | Welsede                                      | 151   |                                |        |